# A Sound of Thunder
A Sound of Thunder (Um Som de Trovão) é um conto de ficção científica escrito por Ray Bradbury, e publicado originalmente na revista Collier's em 1952. Foi republicado nas coletâneas The Golden Apples of the Sun (1953), R is for Rocket (1962), The Stories of Ray Bradbury (1980), Dinosaur Tales (1983) e A Sound of Thunder and Other Stories (2005). Foi também reimpresso em The Young Oxford Book of Timewarp Stories. O Locus Index to Science Fiction Anthologies and Collections coloca este conto em primeiro lugar entre as dez histórias de FC mais reimpressas em todos os tempos.

## Trama
Esta é uma história bem conhecida sobre viagem no tempo, envolvendo uma empresa denominada Time Safari, Inc. A Time Safari assegura que pode levar pessoas de volta no tempo de modo que elas possam caçar animais pré-históricos, tais como o Tyrannosaurus rex. A fim de evitar um paradoxo temporal, eles agem com muito cuidado para deixar o curso dos acontecimentos intacto, visto que mesmo uma alteração mínima pode causar mudanças gigantescas no futuro. Os viajantes só podem abater animais que iriam morrer em breve, e não podem sair de uma trilha demarcada, que flutua acima do solo. Nenhum objeto pode ser removido do passado, e a única recordação permitida é uma foto do caçador ao lado do monstro morto.
E isso se permanece até que num desses safáris, um dos caçadores pisa em uma borboleta, e, voltando ao futuro, o vê completamente mudado, criando um paradoxo temporal.

## Publicações em português
No Brasil, a coletânea Dinossaur Tales (na qual "Um som de Trovão" é o segundo conto) foi publicada com o título "Contos de Dinossauros" em 1993 pela editora Artes e Ofícios (ISBN 85-85418-16-8), com ilustrações de Moebius, Jim Steranko, William Stout, Kenneth Smith, David Wiesner, Overton Loyd e Gaham Wilson.
Em Portugal, "Um som de trovão" surge no primeiro volume de uma colectânea de histórias de ficção-científica escolhidas por Richard Davis, intitulada "Espaço 1 - Antologia dos melhores contos de ficção-científica", editada pela Verbo em 1983.

## Adaptações
- Um episódio do The Ray Bradbury Theater apresentou esta história.
- Uma adaptação em quadrinhos foi feita por Richard Corben em The Best of Ray Bradbury: The Graphic Novel. ISBN 1-59687-816-9.
- A Weird Science-Fantasy da EC publicou uma adaptação em 1954, ilustrada por Al Williamson.
- O filme de 2005 A Sound of Thunder é vagamente inspirado na história, continuando do ponto onde Bradbury terminou.
- Em Os Simpsons há uma paródia no segundo segmento do episódio Treehouse of Horror V, de sua sexta temporada. No segmento Time and Punishment, Homer viaja no tempo com o auxílio de uma torradeira.

### História
- «Texto ilustrado completo»
- The Stories of Ray Bradbury (ISBN 0-394-51335-5), que inclui a história.
- «Bradbury 13 Audio Version Information» (em inglês)
- «"A Sound of Thunder", resenha e análise» (em inglês)

### Outras mídias
- «Página oficial do filme» (em inglês)
- A Sound of Thunder. no IMDb.
- «Produção do Ray Bradbury Theater» (em inglês)
- «Prévia de A Sound of Thunder para Gameboy Advance» (em inglês).
- «Crítica de A Sound of Thunder para Gameboy Advance» (em inglês)